# كريس بوتير
كريس بوتير (بالإنجليزية: Chris Potter)‏ هو ملحن أمريكي، ولد في 1971 في شيكاغو في الولايات المتحدة.

## وصلات خارجية
- الموقع الرسمي
- كريس بوتير على موقع ميوزك برينز (الإنجليزية)
- كريس بوتير على موقع أول ميوزيك (الإنجليزية)
- كريس بوتير على موقع ديسكوغز (الإنجليزية)